# Người đàn bà quỷ quyệt
Người đàn bà quỷ quyệt (Master of the game) là một tác phẩm ăn khách của nhà văn Hoa Kỳ Sidney Sheldon ra đời năm 1982. Tiểu thuyết này đã được xếp hạng một trong bảng New York Times Bestseller List; cuốn sách thứ năm của Sidney Sheldon đạt được vị trí này.